# Pro Cycling Manager
Cycling Manager, divenuta nel 2006 Pro Cycling Manager, è una serie di videogiochi sportivi manageriali sviluppati annualmente dalla Cyanide Studio e pubblicati dalla Focus Home Interactive. Si tratta di una serie di videogiochi sul ciclismo che permettono di gestire, nei panni di un manager, una squadra ciclistica professionista e guidarla nelle principali corse della stagione.
Il primo titolo della serie, Cycling Manager, è stato pubblicato nel 2001; a questo sono seguiti molti altri giochi, pubblicati con frequenza annuale, intorno alla fine di giugno. Dal 2005, con l'avvento del Pro Tour, il gioco ha cambiato denominazione in Pro Cycling Manager.
Ogni anno viene organizzata la PCM World Cup, un evento online nel quale si decreta il Campione del Mondo del videogioco.

## Videogiochi
- Cycling Manager (2001)
- Cycling Manager 2 (2002)
- Cycling Manager 3 (2003)
- Cycling Manager 4 (2004)
- Pro Cycling Manager (2005)
- Pro Cycling Manager 2006
- Pro Cycling Manager 2007
- Pro Cycling Manager 2008
- Pro Cycling Manager 2009
- Pro Cycling Manager 2010
- Pro Cycling Manager 2011
- Pro Cycling Manager 2012
- Pro Cycling Manager 2013
- Pro Cycling Manager 2014
- Pro Cycling Manager 2015
- Pro Cycling Manager 2016
- Pro Cycling Manager 2017
- Pro Cycling Manager 2018
- Pro Cycling Manager 2019
- Pro Cycling Manager 2020
- Pro Cycling Manager 2021
- Pro Cycling Manager 2022
- Pro Cycling Manager 2023
- Pro Cycling Manager 2024